# Adam Szłapka
Adam Stanisław Szłapka (ur. 6 grudnia 1984 w Kościanie) – polski polityk, politolog i samorządowiec, poseł na Sejm VIII, IX i X kadencji (od 2015), przewodniczący Nowoczesnej (od 2019), minister do spraw Unii Europejskiej w trzecim rządzie Donalda Tuska (2023–2025), rzecznik prasowy tego rządu (od 2025), sekretarz stanu w Kancelarii Prezesa Rady Ministrów (od 2025).

## Życiorys
Absolwent I Liceum Ogólnokształcącego im. Oskara Kolberga w Kościanie. Ukończył studia z zakresu politologii na Uniwersytecie im. Adama Mickiewicza w Poznaniu (2008) oraz Studium Polityki Zagranicznej w Polskim Instytucie Spraw Międzynarodowych (2012).
Działał w Młodym Centrum (młodzieżówce Unii Wolności i Partii Demokratycznej) oraz – po jego przekształceniu – w stowarzyszeniu Projekt: Polska. W latach 2006–2012 był sekretarzem generalnym tych organizacji. W latach 2006–2010 pełnił funkcję radnego i wiceprzewodniczącego rady miejskiej w Kościanie, reprezentując Samorządowe Forum Demokratyczne. W 2010 bez powodzenia ubiegał się o reelekcję w wyborach samorządowych. Był dyrektorem Fundacji Projekt: Polska, gdzie zajmował się m.in. organizacją projektów „Razem 89” i „Pokolenie Solidarności”. Został także członkiem rady tej organizacji. Od 2011 do 2015, w okresie prezydentury Bronisława Komorowskiego, pracował jako ekspert w Kancelarii Prezydenta RP.
W 2015 objął stanowisko sekretarza generalnego Nowoczesnej. W wyborach parlamentarnych w tym samym roku kandydował do Sejmu w okręgu kaliskim z pierwszego miejsca na liście tej partii, uzyskując mandat posła VIII kadencji. Wszedł w skład Komisji Spraw Zagranicznych oraz Komisji do Spraw Służb Specjalnych.
W wyborach w 2019 z powodzeniem ubiegał się o poselską reelekcję z ramienia Koalicji Obywatelskiej w okręgu poznańskim, otrzymując 51 951 głosów. 24 listopada 2019 zastąpił Katarzynę Lubnauer na stanowisku przewodniczącego Nowoczesnej. W 2023 po raz trzeci z rzędu uzyskał mandat poselski, będąc liderem poznańskiej listy KO i zdobywając 149 064 głosy (co stanowiło trzeci wynik wśród wszystkich kandydatów na posłów w tych wyborach i drugi spośród kandydatów KO).
12 grudnia 2023 Sejm X kadencji wybrał go na urząd ministra do spraw Unii Europejskiej w trzecim rządzie Donalda Tuska. Następnego dnia został przez prezydenta RP Andrzeja Dudę powołany na to stanowisko. 20 czerwca 2025 Donald Tusk ogłosił powołanie Adam Szłapki na funkcję rzecznika prasowego rządu (od 1 lipca tego samego roku). 24 lipca 2025 zakończył pełnienie funkcji ministra, a także objął stanowisko sekretarza stanu w KPRM.

## Wyniki w wyborach ogólnopolskich
| Wybory | Komitet wyborczy | Komitet wyborczy     | Organ              | Okręg | Wynik           |
| ------ | ---------------- | -------------------- | ------------------ | ----- | --------------- |
| 2015   |                  | Nowoczesna           | Sejm VIII kadencji | nr 36 | 12 539 (3,45%)  |
| 2019   |                  | Koalicja Obywatelska | Sejm IX kadencji   | nr 39 | 51 951 (10,10%) |
| 2023   | Sejm X kadencji  | Koalicja Obywatelska | 149 064 (25,01%)   | nr 39 |                 |

## Odznaczenia
- Biały Krzyż „Honor et Gloria” – Ukraina, 2023[19]